# Piet Kee
Pieter William Kee, dit Piet Kee (né le 30 août 1927 à Zaanstad et mort le 25 mai 2018 à Haarlem), est un compositeur et organiste néerlandais.